# شکارچی درختی اخگری
شکارچی درختی اخگری (نام علمی: Thripadectes flammulatus) گونه‌ای از پرندگان خانواده مرغان تنورساز است که در کلمبیا، اکوادور، پرو و ونزوئلا یافت می‌شود. زیستگاه طبیعی آن جنگل‌های کوهستانی نمناک نیمه‌گرمسیری یا گرمسیری است.

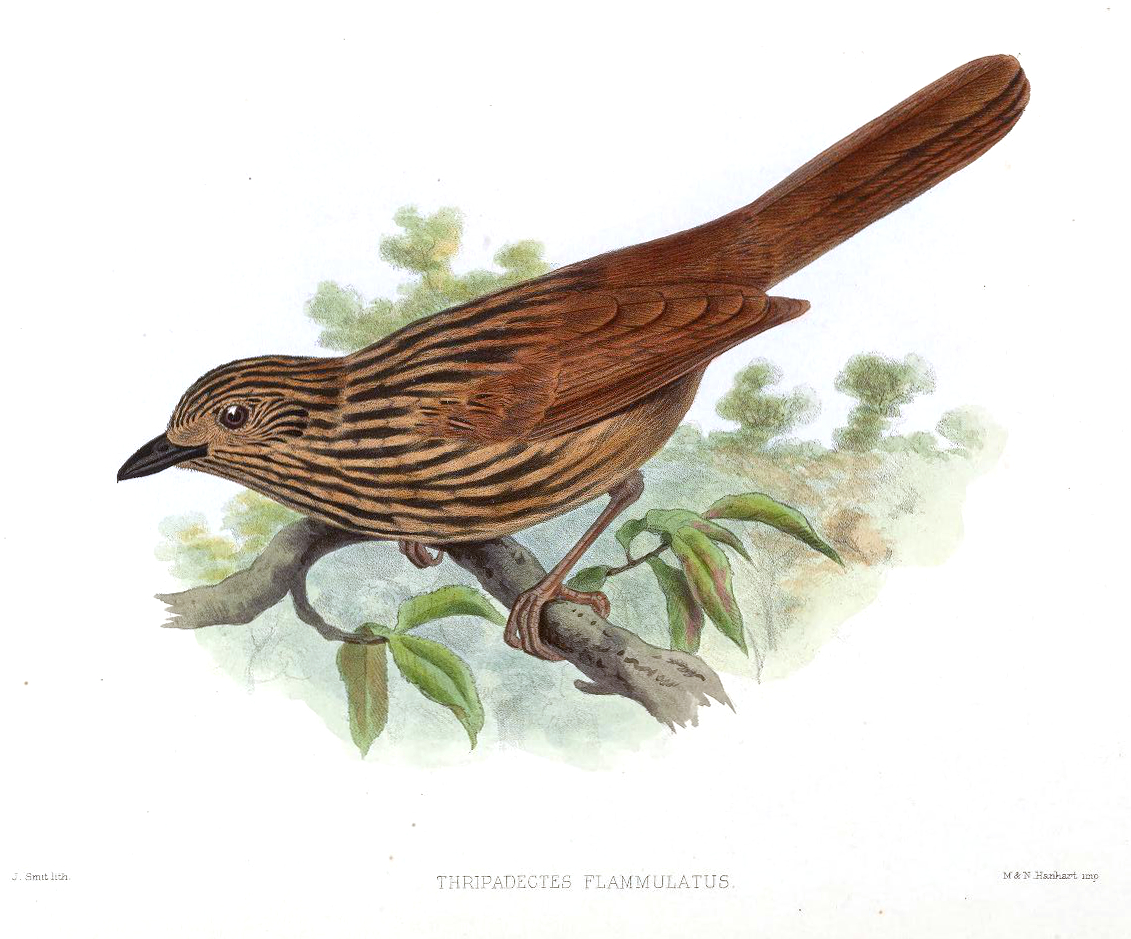